# Blidö kyrka
Blidö kyrka är en kyrkobyggnad som tillhör Blidö församling i Uppsala stift. Kyrkan ligger i Norrtälje kommun på Blidö vid en udde i Blidösund i norra Roslagen.

## Föregående kapell
På samma plats där nuvarande kyrka ligger uppfördes åren 1656-1660 ett knuttimrat träkapell. För Blidöbornas räkning fick Eric Leijonhufvud, på Blidö gård, tillstånd att uppföra ett kapell och inrätta en kaplantjänst. Kapellet hade formen av en korskyrka där vapenhuset och sakristian var placerade mittemot varandra utmed de båda långsidorna. 1796 byggdes ett nytt kor. Från början var kapellet tjärat, men i början av 1700-talet belades väggarna med panel och rappades. Taken var täckta av spån. På grund av terrängens utformning hade kapellet, liksom nuvarande kyrkobyggnad, nord-sydlig orientering. Vid mitten av 1800-talet var kapellet starkt förfallet och bedömdes omöjligt att reparera. Man fattade beslutet att bygga en helt ny kyrka.

## Nuvarande kyrka
Nuvarande kyrka uppfördes efter ritningar av arkitekt Ludvig Hedin. Uppförandet av nya kyrkan började 1856 och den byggdes runt kapellet som revs först ett år senare. År 1859 ägde invigningen rum. Kyrkan är byggd i senempirestil och består av ett enskeppigt långhus i nord-sydlig riktning med fullbrett, rakt avslutat kor i norr. Bakom norra korgaveln sluter sig en låg sakristia med polygonal avslutning. Kyrkan har två ingångar, där den ena finns i södra kortsidan och den andra mitt i östra långsidan. Kyrkan har en stomme av putsad sandsten och tegel och har ett sadeltak som täcks av skiffer.
Kyrkan renoverades år 1937, men exteriören förändrades inte. Västra ingången sattes då igen så att en nisch bildades inne i kyrkan. Vid nischen placerades ett dopaltare. Kyrkorummet fick en ny färgsättning i gult, grått och blått av konstnären Gunnar Torhamn och ersatte en tidigare färgsättning i vitt. Han formgav glasmålningarna på det smala höga fönstret ovanför altaret. Han utförde även en ny altartavla där ett ramverk från 1858 återanvändes. Kyrkan präglas ännu av den nyklassicistiska stilen.

## Omgivning
Omgivande kyrkogård är anlagd 1778.
Norr om kyrkan står en rödfärjad klockstapel som uppfördes 1744 av mjölnaren Eric Bärk. Samma år göts den stora kyrkklockan. Ursprungligen var stapeln en öppen konstruktion, men 1815 tillkom brädklädnad och huv efter ritningar av byggmästare Johan Carlberg. Klockstapelns läge och proportioner är avpassade för det tidigare kapellet och inte för nuvarande kyrka.

## Bilder

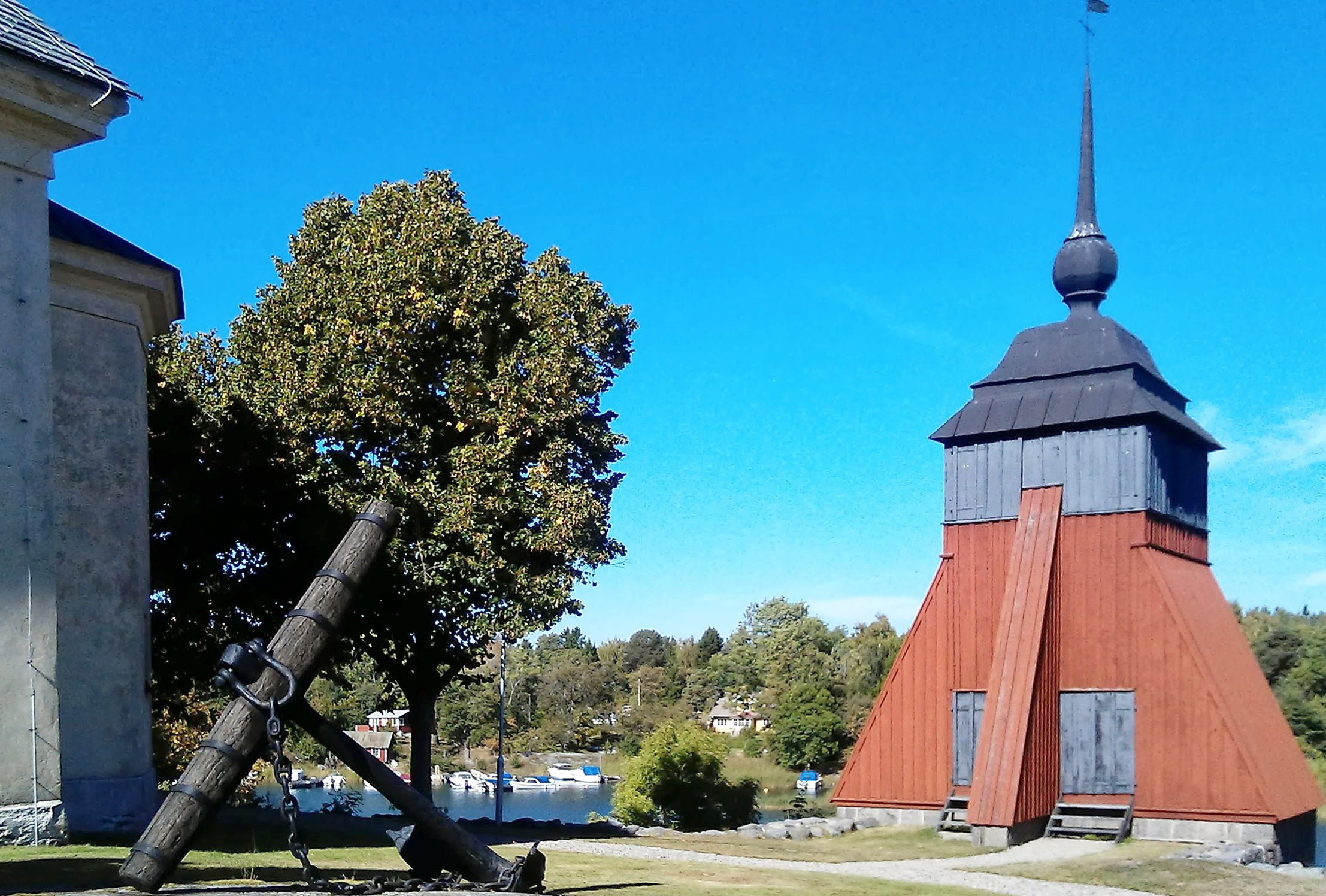
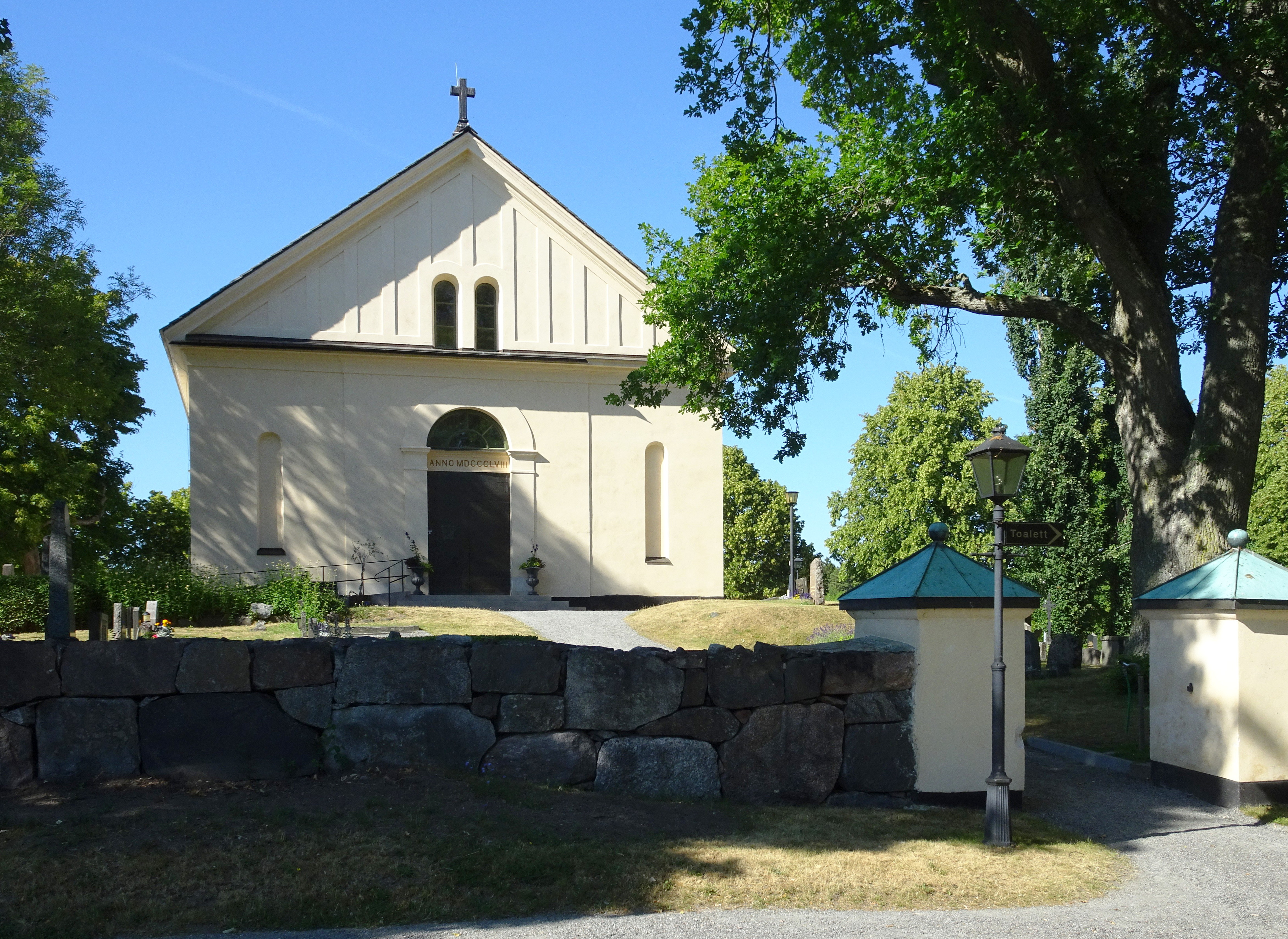
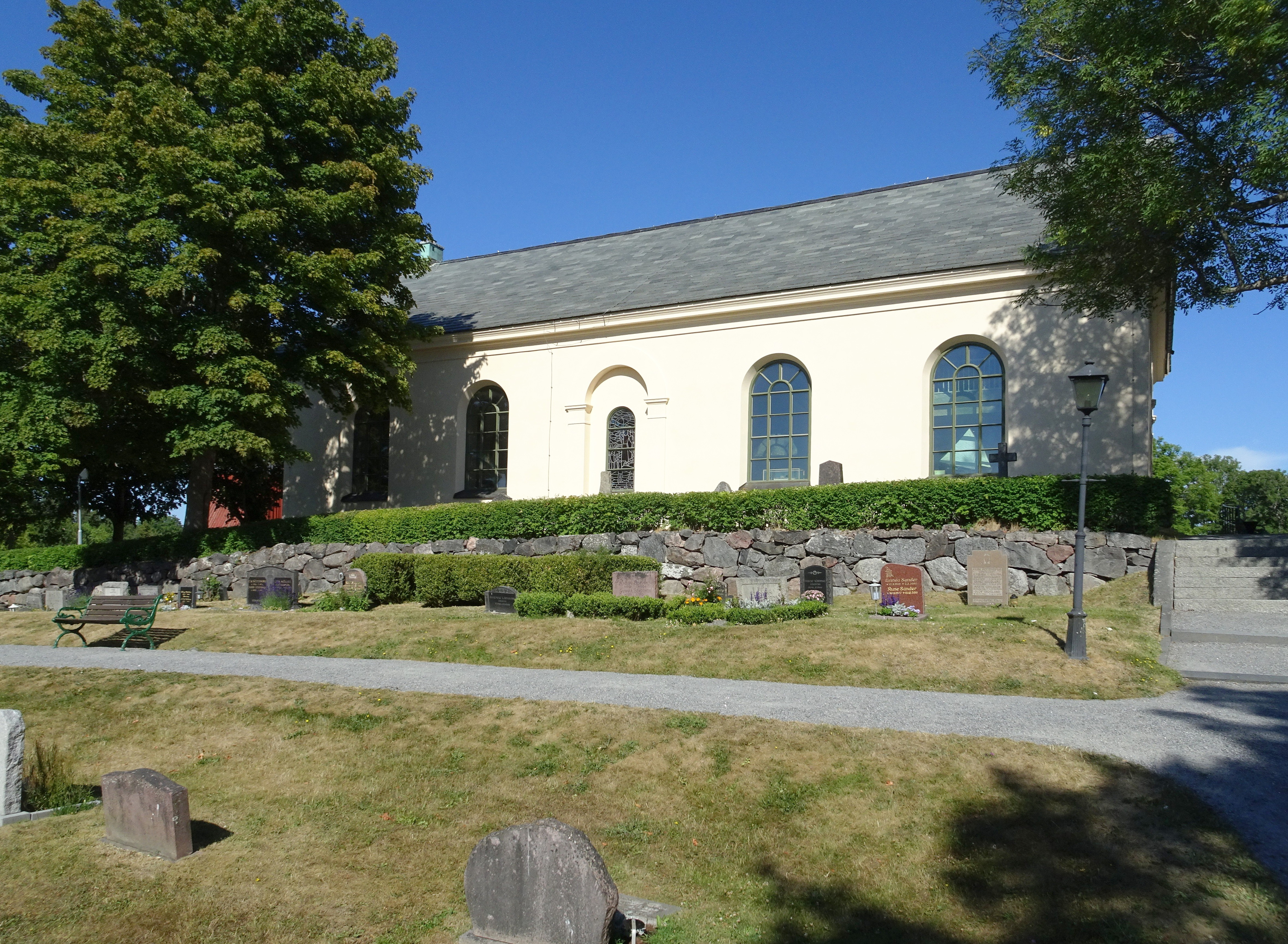
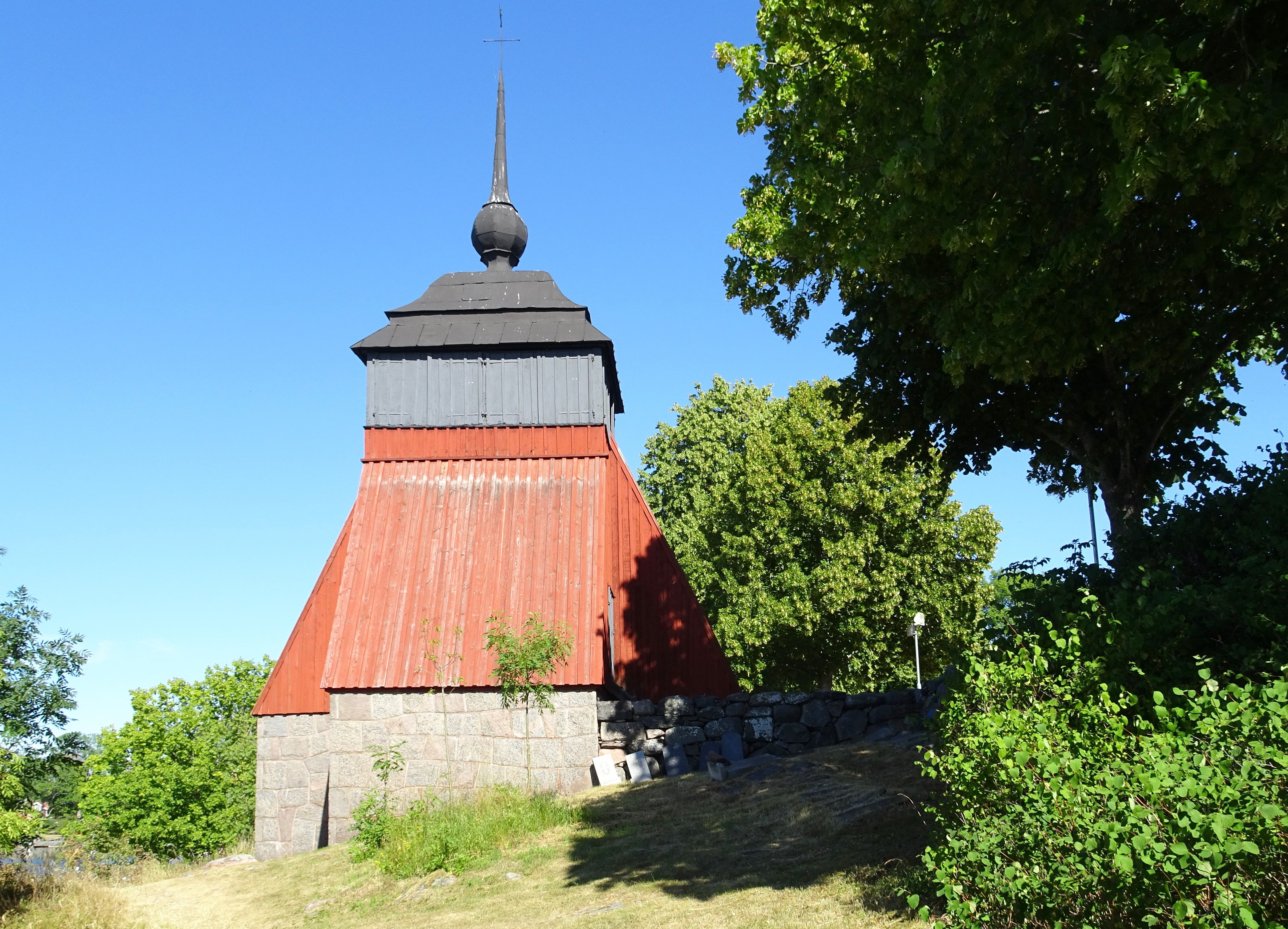

## Inventarier

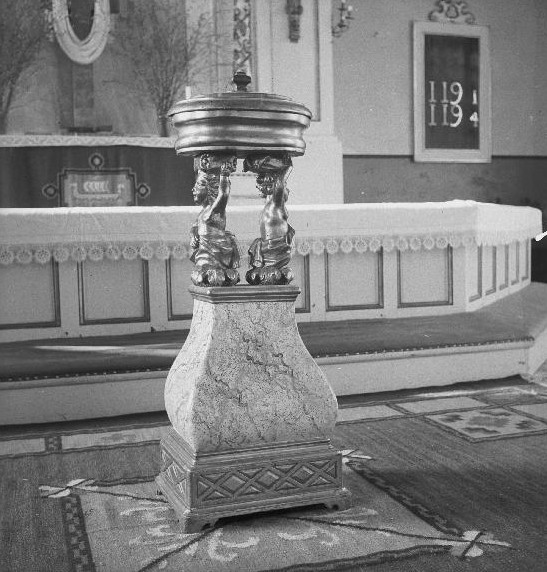
Dopstället är av skulpterat trä.

- I kyrkan finns ett votivskepp från 1600-talet, ett mindre motivisskep från 1700-talet och ett votivskepp som är modell av barkskeppet Celeritas af Furusund, byggt av sjömannen Reinhold Öhman som deltog i hennes sista resa 1869.
- Dopstället är av skulpterat trä som är marmorerat i blågrönt och förgyllt. Dopstället är från det gamla kapellet och är upptaget i inventariet för år 1776. Tillhörande dopfat, av mörkoxiderad mässing, är sannolikt från 1600-talet. Två barockkolonner flankerar dopstället.
- Ett par ljuskronor kommer från gamla kapellet och enligt en sägen gömdes dessa i vattnet vid ryssarnas härjningar 1719.
- En brudbänk är från 1755 och en straffstock från 1811.
- Predikstolen är samtida med nuvarande kyrka och tillverkades efter ritningar av konduktör Andersson. Konduktör var den tidens tjänstebeteckning för arkitekt.
- Vid kyrkorummets södra vägg finns ljudtaket från tidigare predikstol. Spillror av ljudtaket hittades i klockstapeln och sattes samman. Predikstolen var en gåva av Eric Leijonhufvud till föregående kapell.
- I bänkinredningens främre bänkhörn finns två spetsiga pyramider som markerar gränsen mellan koret och övriga kyrkorummet. Pyramiderna kommer från en tidigare bänkinredning som tillverkades 1758 av snickarmästaren Eric Öberg.
- Nattvardssilvret är tillverkat 1813 av Stockholmsmästaren J. P. Grönvall. Tidigare nattvardssilver stals.
- En kanna av tenn i rokokostil är enligt stämplar från år 1760.
- Till höger om entrén efter vapenhuset står terracottaskulpturen Maria av Lena Lervik.

## Orgel
1893 byggde Anders Victor Lundahl, Stockholm, en orgel. Kyrkstämman tog beslut söndagen 28 januari 1893. Den kostade 3000 kr, vilket tre sommargäster, en församlingsmedlem och intäkter från en konsert av komministern, bidrog med 1 800 kr. Invigning av orgeln meddelades ske den 9 juli 1893.

### Webbkällor
- Upplandia.se - En site om Uppland
- Stockholms läns museum